# Berdychowo (Wągrowiec)
Berdychowo – osiedle położone we południowej części Wągrowca.
Obszar Berdychowa obejmuje m.in. ulice: Skrajna, Strzeleckiego, Berdychowska, Główna Osiedla, Grunwaldzka, Harcerska. Północną granicę osiedla stanowi rzeka Nielba, w południowej części przy ulicy Taszarowo znajduje się komenda powiatowa policji. 